# Ruberth Morán
Ruberth Morán Puleo, maisconhecido como Ruberth Morán (Mérida, 11 de agosto de 1973) é um ex-futebolista atualmente treinador de futebol Venezuelano, que atuou como atacante.

## Carreira
tendo entre 1996 e 2007 pela Seleção Venezuelana de Futebol, disputando duas edições da Copa América.

## Títulos
Deportivo Táchira
- Campeonato Venezuelano: 2007-08